# ナイト・ウォッチマン
『ナイト・ウォッチマン』(Knight Watchman)は、リード・ランドルをその正体としたシルヴァー・エイジ(Silver Age)期間の”アースA”を活躍の場とするビッグ・バン・コミックス・ユニヴァースにおける架空のスーパーヒーローである。1993年2月にキャリバー・コミックス(Caliber Comics)から発行された『バーザーカー』第1号にて初登場した彼は、漫画原作者にしてコミック・アーティストのクリス・エッカーにより創造された。
ビッグ・バン・コミックスでの架空の歴史においては、彼は『ディダクティヴ・コミックス』(Deductive Comics)にて初めてその姿を現したことになっている。

## フィクショナル・キャラクター・バイオグラフィー
ナイト・ウォッチマンは、ミッドウェイ・シティ(Midway City)を拠点に50年に渡ってファッション・デザイナーとしての職業を維持しながら悪と闘い続けてきた。
リード・ランドルの悪党討伐の人生は、兄のテッド(Ted)が入院し、家業である被服縫製工場を誰も操業できなくなったという電報を受け取ったときから始まった。家に戻った彼は、テッドにはギャンブルでできた負債があり、借りていた相手はこの家の稼業の横取りを目論んでいると母親から聞かされた。テッドが受けた殴打は警告であり、次は工場を破壊するという。その日の晩遅くに脅迫者が事業譲渡契約の署名をテッドに迫ったが、そこに現れたリードが悪漢を追い払った。しかしその後、テッドと彼の妻ジャネット(Janet)は自動車に仕掛けられた爆弾で殺害されてしまう。リードは、その報いを受けるべき者どもを見つけ出して代償を払わせ、そういった輩をこの世界から根絶することを誓った。
時が経つにつれ、彼はバットマンがそうであったように更なるアンチ・ヒーローへと化していった。ビッグ・バン・コミックスが1990年代の現代に舞台を移した際には、ランドルに再びケープを着せようとアルティマン(Ultiman)が試みたものの、ナイト・ウォッチマンは引退の返上には消極的であった。
リードの甥のジェリー・ランドル(Jerry Randall)は、ナイト・ウォッチマンのサイドキックであるキッド・ギャラハド(Kid Galahad)となった。自身の成長に伴い、ジェリーは他に頼ることのないヒーローのギャラハド(Galahad)として独り立ちする。リードの引退後、ジェリーはその両方の役割を務めることとなった。日中は広く世に知れた人気者のギャラハドに、そして夜半には謎めき恐れられるナイト・ウォッチマンへと変身していたのである。
ナイト・ウォッチマンはコミックス作品全体を通してシルヴァー・エイジのアースAに存在していたが、ゴールデン・エイジ(Golden Age)のアースBのヒーローTV映画『ナイツ・オブ・ジャスティス』(Knights of Justice)にも登場している。

### 悪役リスト
- ミスター・マスク(Mr. Mask) – クレイフェイスをベースとする彼は、粘土状の顔を整形して変装する。
- ピンク・フラミンゴ(Pink Flamingo) – ジョーカーとペンギンに基づいた造形となっている。
- クイズマスター(Quizmaster) – リドラーが元になる彼は、かつてはクイズ番組の司会者だった。
- グランドファーザー・クロック(Grandfather Clock) – クロック・キング(Clock King)を手本にしている。